# JJ Doom
JJ DOOM  foi uma dupla de hip-hop alternativo norte-americana formada por Jneiro Jarel e MF Doom.

## História
Em 15 de fevereiro de 2012, a Pitchfork publicou um artigo dizendo que o álbum de estreia do JJ Doom se chamaria Key to the Kuffs e seria lançado pela Lex Records. Em 5 de julho de 2012, a gravadora anunciou que o álbum seria lançado em 21 de agosto de 2012 e contaria com participações especiais de Beth Gibbons, Khujo Goodie, Boston Fielder e Damon Albarn.
Em 29 de agosto de 2012, Key to the Kuffs obtiveu 3.300 cópias após estrear na posição 148 da Billboard 200.

## Discografia
| Ano  | Álbum                                                                     | Posições do gráfico | Posições do gráfico |
| Ano  | Álbum                                                                     | EUA                 | USA Heats           |
| ---- | ------------------------------------------------------------------------- | ------------------- | ------------------- |
| 2012 | Key to the Kuffs - Lançado: 20 de agosto de 2012 - Gravadora: Lex Records | 148                 | 3                   |
| 2014 | Bookhead EP - Lançado: 24 de fevereiro de 2014 - Gravadora: Lex Records   | -                   | -                   |